# Onesse-Laharie
Onesse-et-Laharie – miejscowość i gmina we Francji, w regionie Nowa Akwitania, w departamencie Landy.
Według danych na rok 1990 gminę zamieszkiwało 981 osób, a gęstość zaludnienia wynosiła 7 osób/km² (wśród 2290 gmin Akwitanii Onesse-et-Laharie plasuje się na 435. miejscu pod względem liczby ludności, natomiast pod względem powierzchni na miejscu 12.).